# IC 1856
IC 1856 — галактика типу SBab () у сузір'ї Кит.
Цей об'єкт міститься в оригінальній редакції індексного каталогу.